# Нижняя Наварра
Нижняя Наварра (баск. Nafarroa Beherea или Baxenabarre, фр. Basse-Navarre, гаск. Baisha Navarra или Bassa Navarra, исп. Baja Navarra) — историческая область на юго-западе Франции, на территории современного департамента Атлантические Пиренеи. Одна из семи исторических баскских земель, является частью Французской Страны Басков. Столица — город Сен-Жан-Пье-де-Пор, крупнейшие населённые пункты — Сен-Пале и Сент-Этьен-де-Баигорри.

Нижняя Наварра в составе Франции

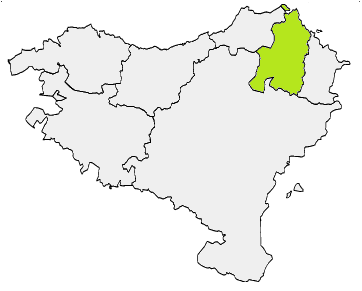
Нижняя Наварра на карте Страны Басков

## Административное деление
В Нижней Наварре выделяют шесть исторических зон:
- Агарамонт (баск. Agaramont, франц. Gramont): коммуны Аранку, Бергуэ-Вьельнав, Бидаш, Каме, Сам;
- Амикусе (баск. Amikuze, франц. pays d'Amikuze): коммуны Аисиритс-Каму-Сюаст, Амандёкс-Онекс, Аморотс-Сюккос, Арбератс-Сийег, Арбуэт-Сюсот, Аррот-Шаррит, Бегиос, Беаск-Лапист, Бери-сюр-Жуайёз, Габат, Гаррис, Ийар, Лабетс-Биске, Ларрибар-Сорапюрю, Люкс-Сёмберрот, Маспаррот, Орег, Орсанко, Сен-Пале, Юарт-Микс;
- Арбероа (баск. Arberoa, франц. Arberoue): коммуны Армандаритс, Айер, Элет, Иольди, Ирисарри, Истюритс, Ла-Бастид-Клеранс, Меарен, Сент-Эстебен, Сен-Мартен-д’Арберу;
- Байгорри-Орцайце (баск. Baigorri-Ortzaitze, франц. Baïgorry-Ossès):
  - долина Байгорри: коммуны Альдюд, Ано, Аскарат, Банка, Ирулеги, Лас, Сент-Этьен-де-Баигорри, Юрепель;
  - долина Орцайце: коммуны Бидарре, Осес, Сен-Мартен-д’Арроса;
- Гараси (баск. Garazi, франц. Cize): коммуны Аакс-Альсьет-Баскасан, Энсий, Энис-Монжелос, Арнеги, Беорлеги, Бюсюнаритс-Сарраскет, Бюстенс-Ириберри, Саро, Эстерансюби, Гамарт, Испур, Жаксю, Лакар, Лекумберри, Мандив, Сен-Жан-лё-Вьё, Сен-Жан-Пье-де-Пор, Сен-Мишель, Сюэскён, Юарт-Сиз;
- Остибарре (баск. Oztibarre, франц. Ostabarret): коммуны Арансюс, Бюнюс, Оста, Ибарроль, Жюксю, Ларсево-Аррос-Сибитс, Остабат-Асм, Паголь, Сен-Жюст-Ибар.

В настоящее время коммуны, находящиеся на территории Нижней Наварры, входят в состав кантонов Пеи-де-Бидаш, Амикюз и Остибар, Монтань-Баск и Нив-Адур, которые относятся к округу Байонны.